# Lars Ulrich
Lars Ulrich (ur. 26 grudnia 1963 w Gentofte) – duński perkusista i jeden z założycieli zespołu Metallica. W 2009 roku w plebiscycie magazynu branżowego DRUM! wyróżniony tytułem „najlepszego perkusisty metalowego”.

## Życiorys
Jest jedynym dzieckiem duńskiego tenisisty, dziennikarza, spikera radiowego, muzyka (grał na klarnecie i saksofonie tenorowym) i współzałożyciela kopenhaskiego klubu jazzowego, Torbena Ulricha, i Lone Ulrich, uznawanych za członków kopenhaskiej elity. Ojcem chrzestnym Larsa był saksofonista Dexter Gordon. Lars wraz z rodziną dużo podróżował, opuszczając zajęcia szkolne na 4–6 tygodni w roku i udając się głównie do miast, w których odbywały się wielkoszlemowe turnieje tenisowe, jak też w miejsca innych rozgrywek tenisowych. W 1969, przebywając w Londynie, udał się na koncert zespołu The Rolling Stones, ale zainteresowanie muzyką rockową obudził w nim koncert Deep Purple w Kopenhadze, w lutym 1973.
Wbrew oczekiwaniom ojca Lars nie został profesjonalnym tenisistą, ale zaczął grać na gitarze, zdobytej od swojego kuzyna Steina. Po półrocznej nauce gry Ulrich przerwał lekcje. W 1976 otrzymał od swojej babci zestaw perkusyjny o takim samym układzie jak instrument Iana Paice’a, perkusisty Deep Purple. Latem 1979 Ulrichowie przeprowadzili się do Tampy, gdzie Lars (wówczas w pierwszej dziesiątce duńskich tenisistów) uczęszczał do szkoły tenisowej Nicka Bollettieri, choć inne źródła podają, że podstawowym powodem przeprowadzki do Stanów Zjednoczonych była chęć dania Larsowi przez jego rodziców roku na zdecydowanie, czy chciałby związać się z tenisem, czy muzyką. Nie czując się dobrze w atmosferze surowej dyscypliny obowiązującej w szkole, wdając się dodatkowo w kłopoty, Ulrich opuścił Nick Bollettieri Tennis Academy w kwietniu 1980. Przeniósł się wtedy do znajomych w Newport Beach, gdzie kupił pierwszy album Iron Maiden, który jednak przesłuchał dopiero po powrocie do Danii.
W 1981 wyjechał do Wielkiej Brytanii, by obejrzeć swoich idoli muzycznych, m.in. zespoły Iron Maiden, Saxon i Deep Purple. Po przeprowadzce do Newport Beach w maju 1981 zamieścił w czasopiśmie „The Recycler” ogłoszenie z informacją, że chce założyć zespół. Na anons odpowiedział Hugh Tanner, grający razem z Jamesem Hetfieldem w zespole Phantom Lord. Później w 1981 razem z Hetfieldem założyli heavymetalowy zespół Metallica.

## Życie prywatne
W 1988 ożenił się z Brytyjką Debbie Jones, którą poznał podczas trasy koncertowej. W 1990 para wzięła rozwód. W 1997 ożenił się z amerykańską lekarką Skylar Satenstein, z którą ma dwóch synów: Mylesa (ur. 1998) i Layne'a (ur. 2001). Związek zakończył się rozwodem w 2004. W latach 2004–2012 był w związku z duńską aktorką Connie Nielsen, z którą ma syna Bryce'a (ur. 2007). Od października 2012 jest związany z modelką Jessicą Miller. W lipcu 2013 para zaręczyła się.

## Odznaczenia
- Kawaler Orderu Danebroga – 2017[8][9]

## Instrumentarium
| Bębny Tama Starclassic Maple - 16"x22" Bass Drum (SMB2216) - 16"x22" Bass Drum (SMB2216) - 6.5"x14" Lars Ulrich Signature Snare Drum (LU1465) - 8"x10" Tom Tom (SMT1008) - 10"x12" Tom Tom (SMT1210) - 14"x16" Floor Tom (SMF1614) - 16"x16" Floor Tom (SMF1616) Osprzęt Tama - Iron Cobra Power Glide Single Pedal (HP900P) - Iron Cobra Lever Glide Hi-Hat Stand (HH905) - 1st Chair Ergo-Rider Drum Throne (HT730) Pałki perkusyjne - Easton Ahead Alloy Lars Ulrich |  | Naciągi Remo - Coated Controlled Sound - Coated Emperor - Clear Powerstroke 3 Talerze Zildjian - 18" A Custom Projection Crash - 2x 16" A Custom Projection Crash - 20" A Custom Projection Crash - 14" A Custom Hi-Hats - 18" Oriental China Trash - 20" Oriental China Trash |

## Filmografia
- Some Kind of Monster (jako on sam, 2004, film dokumentalny, reżyseria: Joe Berlinger, Bruce Sinofsky)
- Get Thrashed (jako on sam, 2006, film dokumentalny, reżyseria: Rick Ernst)[13]
- Anvil: The Story of Anvil (jako on sam, 2008, film dokumentalny, reżyseria: Sacha Gervasi)[14]
- Global Metal (jako on sam, 2008, film dokumentalny, reżyseria: Sam Dunn, Scot McFadyen)[15]
- Iron Maiden: Flight 666 (jako on sam, 2009, film dokumentalny, reżyseria: Sam Dunn, Scot McFadyen)[16]
- Lemmy (jako on sam, 2010, film dokumentalny, reżyseria: Greg Olliver, Wes Orshoski)[17]
- Get Him to the Greek (jako on sam, 2010, komedia, reżyseria: Nicholas Stoller)[18]
- Så jävla metal (jako on sam, 2011, film dokumentalny, reżyseria: Yasin Hillborg)[19]
- Uwaga! Mr. Baker (jako on sam, 2012, film dokumentalny, reżyseria: Jay Bulger)[20]
- Sound City (jako on sam, 2013, film dokumentalny, reżyseria: Dave Grohl)[21]
- Metallica Through the Never (jako on sam, 2013, film fabularny, reżyseria: Nimród Antal)[22]
- The Ritchie Blackmore Story (jako on sam, 2015, film dokumentalny, reżyseria: Alan Ravenscroft)[23]